# Coryphistes
Coryphistes is een geslacht van rechtvleugeligen uit de familie veldsprinkhanen (Acrididae). De wetenschappelijke naam van dit geslacht is voor het eerst geldig gepubliceerd in 1844 door Charpentier.

## Soorten
Het geslacht Coryphistes omvat de volgende soorten:
- Coryphistes glabriceps Sjöstedt, 1920
- Coryphistes interioris Tepper, 1896
- Coryphistes ruricola Burmeister, 1838